# Tetreuaresta audax
Tetreuaresta audax es una especie de insecto del género Tetreuaresta de la familia Tephritidae del orden Diptera.

## Historia
Giglio-Tos la describió científicamente por primera vez en el año 1893.